# Définitions du Tibet
Pour les articles homonymes, voir Tibet (homonymie).
Les définitions du Tibet varient en fonction de l'angle géographique, ethnique, culturel, historique ou politique sous lequel ce territoire est abordé. 
Pour le gouvernement chinois, le Tibet correspond à la région autonome du Tibet, créée en 1965 et reconnue internationalement comme étant une région de la Chine. Cette définition est aussi celle des encyclopédies en ligne Larousse et Britannica. 
Pour le gouvernement tibétain en exil, le Tibet correspond aux trois provinces tibétaines de l'Ü-Tsang, de l'Amdo et du Kham, remplacées par les actuelles subdivisions administratives autonomes tibétaines de la République populaire de Chine. La région du Tibet dont parle le gouvernement tibétain en exil est donc deux fois plus grande (2 500 000 km2) que la région autonome (1 221 600 km2). Elle a quasiment la même surface que ce qu'on appelle le Grand Tibet.
Selon l'écrivain et journaliste Claude Arpi, directeur du pavillon de la culture tibétaine à Auroville, la définition du territoire du Tibet  est la principale pierre d'achoppement dans les négociations entre le gouvernement tibétain en exil et la République populaire de Chine, la Chine ne souhaitant négocier que la Région autonome du Tibet, qui correspond approximativement au « Tibet extérieur » de la Convention de Simla.

## Tibet géographique

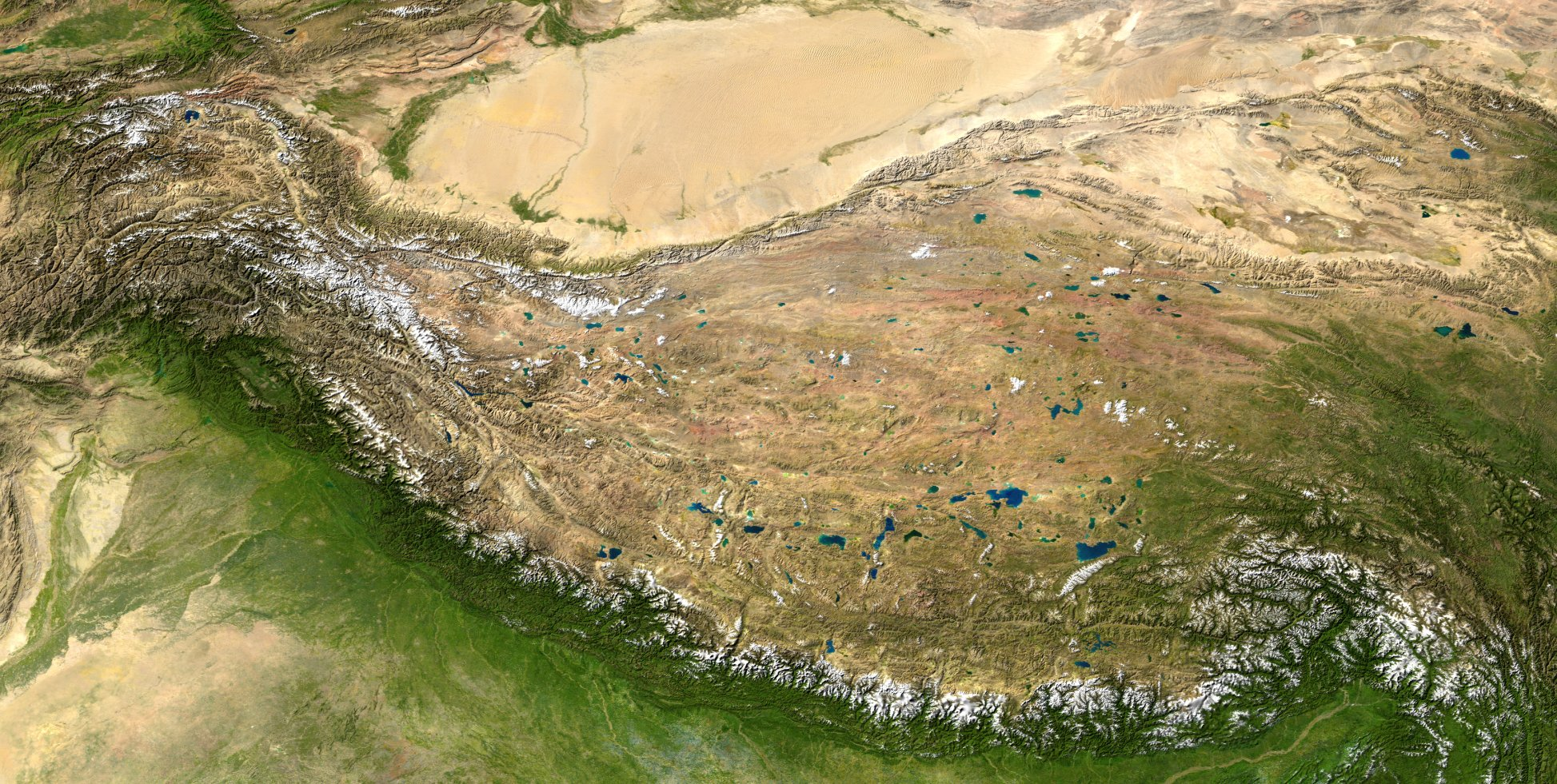
Le plateau tibétain se situe entre la chaine de l'Himalaya au sud et la Cordillère du Kunlun au nord.

Il s'agit du « le toit du monde », le plateau tibétain, le plus haut et le plus grand plateau au monde (altitude moyenne : 4200 m), bordé de trois gigantesques chaînes de montagnes : les monts Kunlun, la chaîne de l’Himalaya et le Karakoram (ou Karakorum), qui constituent autant de frontières naturelles,.

## Tibet des encyclopédies
Dans l’Encyclopédie ou Dictionnaire raisonné des sciences, des arts et des métiers de Denis Diderot et D’Alembert, sous la plume de Louis de Jaucourt en 1765, le «Tibet ou Thibet» est un vaste pays d'Asie très peu connu au climat fort rude, montagneux et dont la terre ne produit que du blé et de l'orge, et que l'on divise en deux parties, dont l'une s'appelle le Petit, et l'autre le Grand Tibet. À l'ouest, le petit Tibet ou Baltistan, dont les habitants et les princes sont musulmans et tributaires des Moghols. À l'est, le Grand Tibet ou Boutan inclut le Ladakh où réside le roi et Lhassa ou vit le grand pontife tibétain que l'on qu'on nomme dalaï-lama. L'Encyclopédie mentionne l'existence d'un troisième pays du nom de Tibet, qui n'est pas fort éloigné de la Chine, et se trouve plus exposé que les deux autres aux incursions des Tartares qui sont limitrophes.
Dans l’Encyclopaedia Metropolitana publiée à Londres de 1817 à 1845, le «Thibet» (Tibet, Tubbet ou Tobot) est un vaste pays appelé par les natifs Bod (terme dérivé du sanskrit) situé au nord de l'Himalaya et qui s'étend des confins du Badakhshan (dans l'actuel Afghanistan et Tadjikistan) jusqu'au frontières de la Chine entre 74° et 105° de longitude est et 29° et 37° de latitude nord. Le Tibet comprend trois divisions principales dans lesquelles la langue, les coutumes et la religion tibétaine prévalent : le Tibet occidental ou Petit Tibet  qui inclut le Ladakh (Inde) et le Baltistan (Pakistan); le Tibet central ou Tibet propre, subdivisé en Ngari et Ü-Tsang; et le Tibet oriental ou Kham. Le Bhoutan n'est pas inclus dans le Tibet à proprement parler et est décrit comme un pays dépendant.
À l'entrée «Tibet», l’Encyclopaedia Britannica,dans son édition de 1842, décrit le Tibet comme un pays aux grandes dimensions situé dans la Tartarie indépendante, et qui s'étend des sources de l'Indus jusqu'aux frontières de la Chine (d'ouest en est), et de l'Hindustan jusqu'au désert de Gobi (du sud au nord). Dans l’édition 1911 de lncyclopædia Britannica, le «Tibet ou Thibet» est un pays d'Asie centrale, entouré au nord par le Turkestan, à l'est par la Chine, à l'ouest par le Cachemire et le Ladakh, et au sud par l'Inde, le Népal et le Bhoutan. Le Tibet a une superficie de plus de 2 500 000 km2 et une population estimée à 3 000 000 d'habitants. 
À l'entrée «Tibet (région autonome, Chine)», le site internet de l’Encyclopedia Britannica, donne les informations suivantes tirées de l'ouvrage Britannica Concise Encyclopedia : « En tibétain Bod, sous sa désignation complète Région autonome du Tibet, en chinois (Pinyin) Xizang Zizhiqu ou (en romanisation Wade-Giles) Hsi-tsang Tzu-chih-ch’ü. Région autonome (pop., 2010:  3 002 166), Chine occidentale. Il est bordé par l'Inde (Cachemire compris), le Népal, le Bhoutan et la Birmanie, les provinces du Yunnan, du Sichuan et du  Qinghai, et la région autonome du Xinjiang. Il a une superficie de 1 221 600 km2, et sa capitale est Lhassa » .
Dans l’encyclopédie Larousse en ligne, l'article consacré au « Tibet » décrit celui-ci comme « une des cinq régions autonomes de la Chine » et le fait équivaloir au Xizang.
À l'entrée «Tibet (Xizang) Autonomous Region», la Berkshire Encyclopedia of China, sous la plume du tibétologue Alex McKay, indique qu'une distinction est faite entre le « Tibet politique » gouverné par le gouvernement de Lhassa avant 1950 et le « Tibet culturel » habité principalement par des personnes bouddhistes d'origine tibétaine. L'une des cinq régions autonomes de la Chine, le Tibet est « depuis 1965 officiellement connu sous le nom de région autonome du Tibet (Xizang) (RAT) ».
Pour Glenn P. Hastedt, auteur de l'ouvrage Encyclopedia of American Foreign Policy, le «Tibet» est une région autonome enclavée au sein de la Chine.
L’Encyclopédie du Tibet (Tibet-Encyclopaedia), un projet de l'International Institute for Tibetan and Buddhist Studies dirigé et publié par le tibétologue et professeur émérite Dieter Schuh, couvre le «Tibet » avec pour régions principales le Ngari (mNga´-ris), le Tsang (gTsang), l'Ü (dBus), le Kham et l'Amdo en République Populaire de Chine, ainsi que les régions de l'espace culturel ou linguistique tibétain comme le Bhoutan, le Mustang (au Népal), le Sikkim, le Ladakh et le district de Lahaul et Spiti (en Inde) et le Baltistan (au Pakistan).

La région autonome du Tibet

## La région autonome du Tibet ou Xizang
La seule entité administrative portant officiellement, depuis 1965, le nom de « Tibet » est la région autonome du Tibet (aussi dite Région autonome du Xizang) (tibétain :  བོད་རང་སྐྱོང་ལྗོངས་; Wylie : Bod-rang-skyong-ljongs ; chinois simplifié : 西藏自治区 ; chinois traditionnel : 西藏自治區 ; pinyin : Xīzàng Zìzhìqū) . Cette région, couvrant quelque 1,2 million de kilomètres carrés, est la zone administrative que le gouvernement de la Chine et la plupart des médias occidentaux désignent sous le nom de « Tibet » . 
Les limites de cette région furent déterminées d'après le territoire sous le contrôle de Lhassa lorsque la RPC envahit la partie orientale du dit territoire en 1950.
À sa périphérie orientale et méridionale, existent des « zones autonomes tibétaines » incorporées dans les provinces limitrophes du Qinghai, du Sichuan, du Gansu et du Yunnan (cf, en bas de la page, « Entités autonomes tibétaines de la République populaire de Chine »). 
Lorsque la République populaire de Chine utilise le terme « Tibet », elle fait référence à la région autonome du Tibet, dont la capitale est Lhassa, l'une des cinq régions autonomes de la RPC ; elle y inclut la plus grande partie de l'État indien de l'Arunachal Pradesh dont elle revendique la possession 
. Pour le Gouvernement tibétain en exil, le Tibet renvoie à une région plus vaste comprenant l’ensemble des anciennes provinces de l'Ü-Tsang, du Kham et de l'Amdo, à l'exception de l'Arunachal Pradesh.
Les Nations unies ont reconnu la République populaire de Chine dans ses frontières actuelles et ne considèrent pas le Tibet comme un territoire à décoloniser.
Selon le linguiste et philosophe américain Noam Chomsky (1967), le Tibet a été reconnu internationalement comme étant une région de la Chine. Ce statut a été accepté par l'Inde ainsi que par la Chine communiste et la Chine nationaliste et n'a jamais été remis en question officiellement par les États-Unis.
Pour les historiens américains Melvyn C. Goldstein et Cynthia McBeal, le Tibet contemporain est la région autonome du Tibet ou RAT.
En mars 2008, la tibétologue Katia Buffetrille conteste cette définition : « Les frontières actuelles du Tibet, donc ce qu’on appelle la Région autonome du Tibet n’est de loin pas tout le Tibet. Cela correspond à une délimitation administrative imposée par les Chinois en 1965. Il faut y ajouter les régions tibétaines au Gansu, au Yunnan, au Sichuan et au Qinghai » . Françoise Robin précise que cette réalité de « couverture géographique du Tibet » est connue des spécialistes mais elle est restée invisible du grand public.
Pour le site Comité Canada-Tibet, selon le droit international le Tibet a le droit à l’autodétermination pour choisir son statut politique, bien qu'à ce jour, les Tibétains n'aient pu l'exercer . Cependant, l'ONU a défini sans ambiguïté en 1960 les limites et les conditions de l'application du droit à l'autodétermination nationale : cette application ne doit en aucun cas porter atteinte à la souveraineté d'État d'un pays et compromettre son intégrité territoriale.
En chinois mandarin le nom de la région autonome est Xizang. Le « Zang » de Xizang est  simplement la transcription chinoise de Gtsang, terme qui renvoie à cette partie de la région désignée généralement sous le nom de Tibet central ou Dbus-Gtsang en tibétain.
En France, à la suite d'une intervention de Katia Buffetrille, le musée du Quai Branly décide, en 2024, de supprimer le terme « région autonome du Xizang »  de son catalogue public et de ses cartels : « Le Tibet ne sera plus entre parenthèses et l’appellation Xizang, utilisée depuis plusieurs années, et avant la loi de 2023, sera retirée prochainement ».

## Autres subdivisions autonomes tibétaines

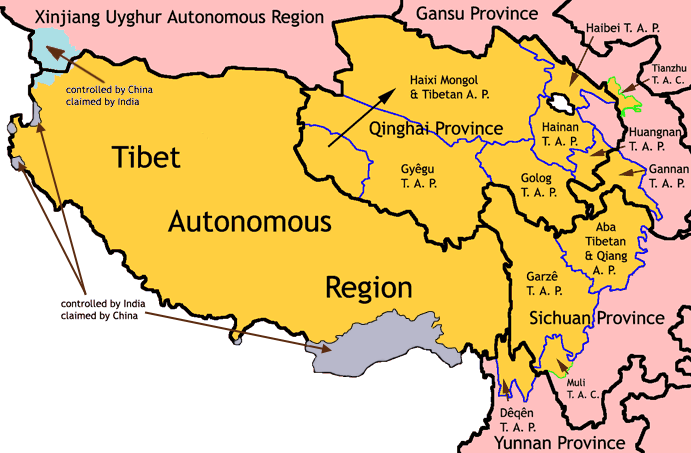
Les entités administratives autonomes tibétaines de la République populaire de Chine : la région autonome du Tibet et les zones autonomes tibétaines dans le Qinghai, le Gansu, le Sichuan et le Yunnan.

La République populaire de Chine a par ailleurs créé des subdivisions autonomes tibétaines dans les provinces chinoises du Gansu, du Sichuan, du Qinghai et du Yunnan (le Tibet oriental, les anciens Kham et Amdo). Ces subdivisions sont au nombre de douze avec dix préfectures et deux comtés :
- dans le Gansu, la préfecture autonome tibétaine de Gannan et un comté le xian autonome tibétain de Tianzhu ;
- dans le Sichuan, deux préfectures autonomes, la préfecture autonome tibétaine de Garzê et la préfecture autonome tibétaine et qiang d'Aba et un comté autonome le Xian autonome tibétain de Muli ;
- dans le Qinghai, 5 préfectures tibétaines, la préfecture autonome tibétaine de Golog, la préfecture autonome tibétaine de Haibei, la préfecture autonome tibétaine de Hainan, la préfecture autonome tibétaine de Huangnan et la préfecture autonome tibétaine de Yushu et une préfecture autonome mongole et tibétaine, la préfecture autonome mongole et tibétaine de Haixi ;
- enfin dans le Yunnan, la préfecture autonome tibétaine de Dêqên.

## Tibet des trois provinces

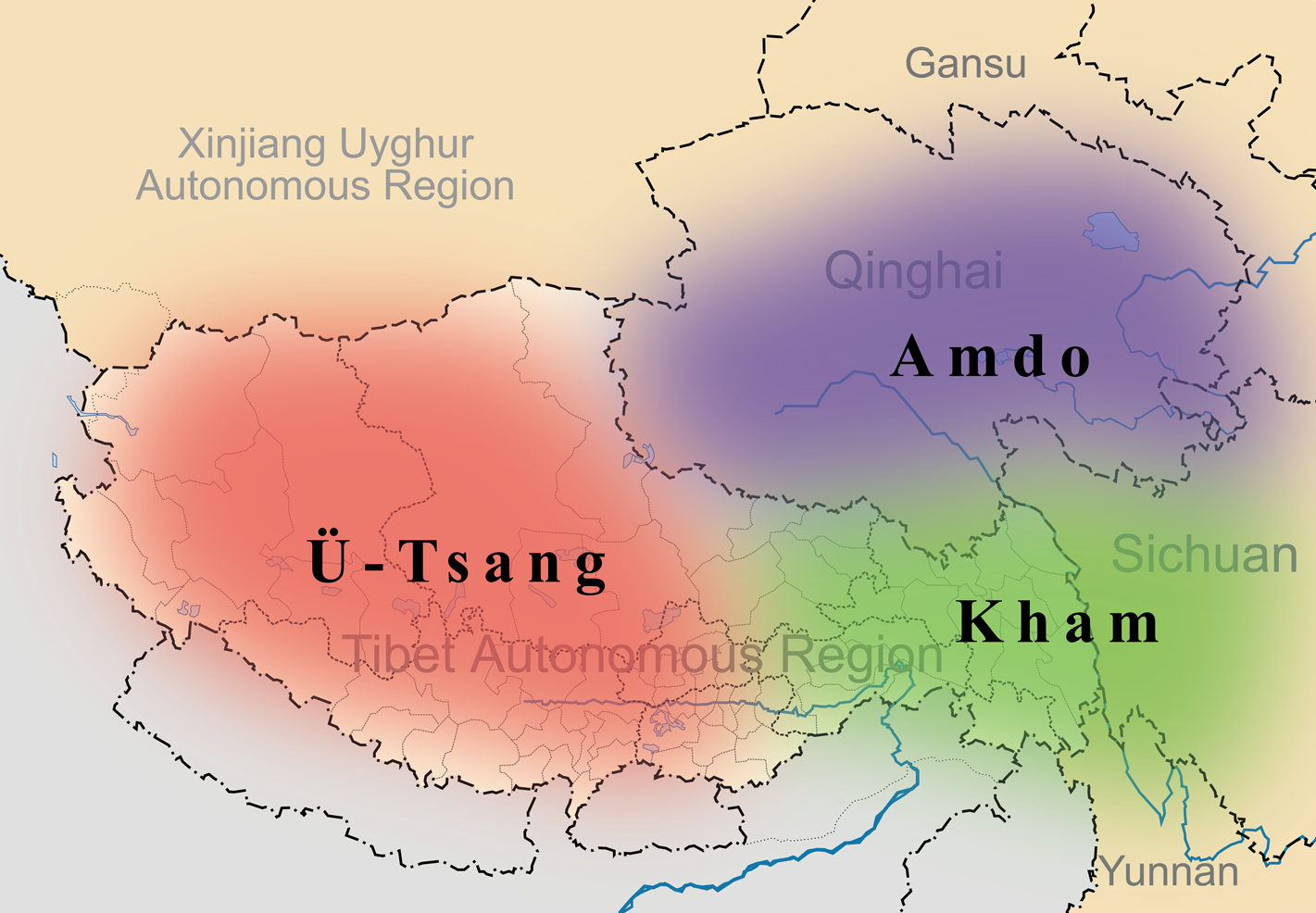
Situation approximative des trois provinces traditionnelles du Tibet (Ü-Tsang, Kham et Amdo), superposées aux provinces de la République populaire de Chine

Selon le gouvernement tibétain en exil et la diaspora tibétaine, le Tibet est composé de trois régions : 
- le dBus-gTsang ou Ü-Tsang (prononcé [ytsaŋ] en tibétain central), en chinois « Wei-Zang 卫藏 », correspond à l'actuelle Région autonome du Tibet,
- l’A-mdo, en chinois Anduo 安多, au nord, concerne des provinces chinoises du Qinghai, du sud du Gansu, et du nord du Sichuan (district de rNga-ba 阿坝),
- le Kham, en chinois Kang 康, à l'est et au sud-est, qui correspond aujourd'hui à une partie de l'est de la région autonome et de deux provinces chinoises : le Yunnan et le Sichuan (district de dKar-mdzes 甘孜).

L'ensemble de ces régions a été unifié au VIIe siècle sous le règne du roi Songtsen Gampo, mais aussi au XVIIe siècle sous le 5e dalaï-lama.[source insuffisante] Selon Melvyn C. Goldstein, cette unité ne s'applique pas toutefois aux onze siècles qui suivirent la dislocation du royaume au IXe siècle et virent nombre de régions périphériques devenir indépendantes ou tomber sous la coupe d'états voisins. 
Des populations non tibétaines sont installées, depuis des siècles, dans certaines zones où les populations tibétophones sont minoritaires ; c'est notamment le cas des Hans autour de Xining et dans l'est du Kham[Où ?], des Mongols (autour du lac Kokonor et dans le bassin du Qaidam), des Hui[Où ?], des Tu (ou Mongour) (district autonome de Huzhu dans l’est de la province de Qinghai, aussi province de Gansu) et des Qiang (nord-ouest de la province du Sichuan),.
Dans leurs discussions avec la Chine, les représentants du dalaï-lama demandent que, dans un Tibet faisant partie de la République populaire de Chine, tous les Tibétains soient regroupés dans une seule entité administrative et qu'une véritable autonomie leur soit accordée dans le cadre de la constitution chinoise.
Pour le professeur Grunfeld, l'idée que le pays du « Tibet » couvre la totalité des territoires habités par des Tibétains, équivaut à inclure dans une carte du Mexique la totalité du sud-ouest des États-Unis.
À propos de la revendication par le dalaï-lama de tous les territoires habités par des Tibétains, l'écrivain britannique Patrick French s'étonne qu'elle ait pu être acceptée comme fondée par la plupart des étrangers soutenant la cause tibétaine alors qu'une bonne partie de ces territoires, notamment au nord et à l'est, n'a jamais été gouvernée par Lhassa.

## Tibet politique et Tibet ethnographique

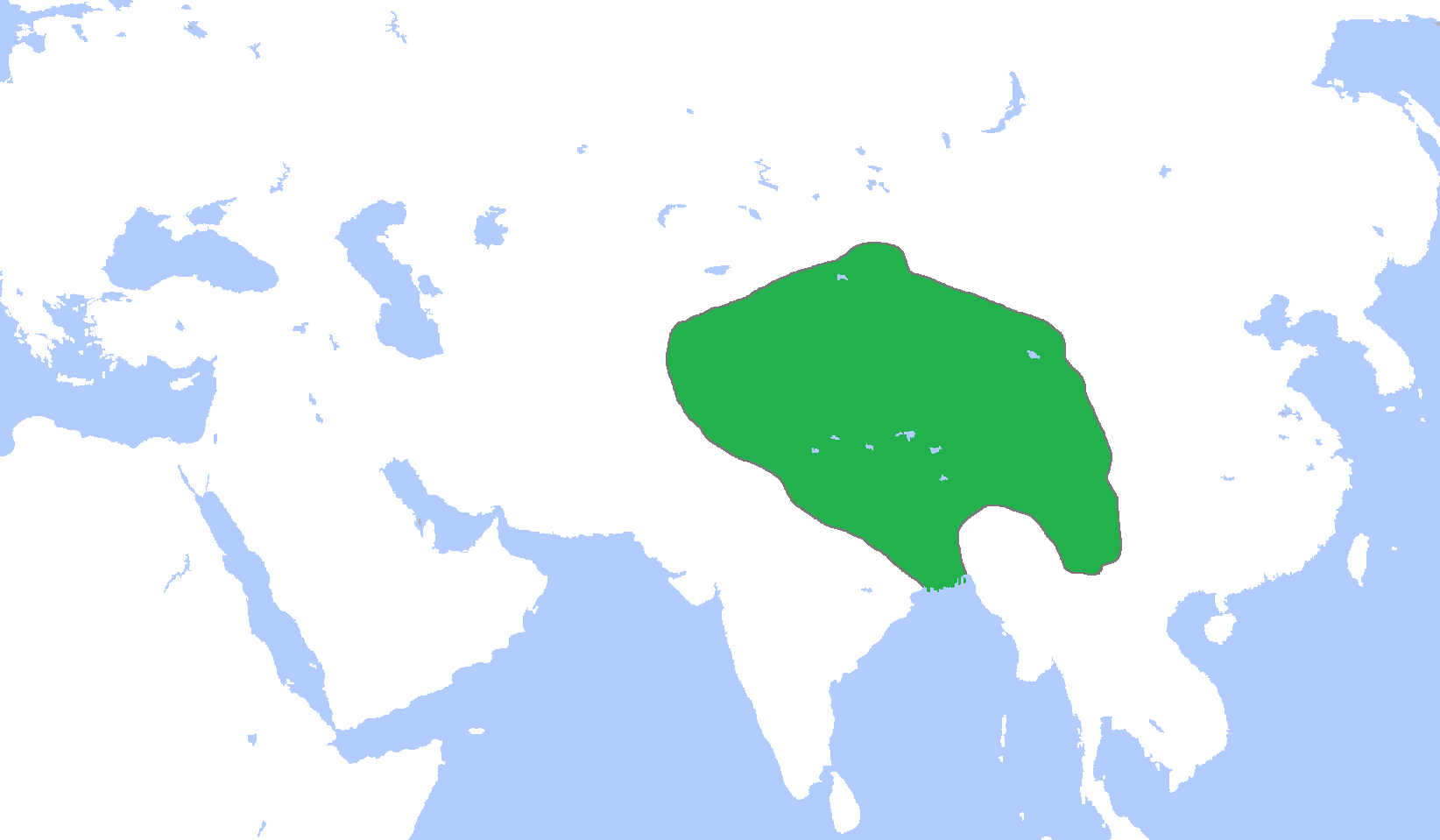
L’empire tibétain à son apogée, en l'an 800

Pour l'universitaire Fabienne Jagou, la « définition de la frontière politique diverge en fonction des points de vue chinois et tibétains qui prennent ou non en considération les territoires administrés
ou non par les gouvernements de Lhassa ou de Pékin à une époque donnée. » . La frontière entre la Chine et le Tibet devint une problématique dès le début du XXe siècle après l'intrusion  britannique au Tibet en 1904.
Selon Michael Harris Goodman, le Tibet politique a vu ses frontières modifiées plusieurs fois au cours des siècles. Du VIIe au IXe siècle, pendant le règne des rois du Tibet, il formait un empire en Asie centrale couvrant des régions de la Chine, du Népal, du Turkestan, de l'Inde, du Pakistan et de la Birmanie. Puis, pour des raisons pratiques liées aux enseignements bouddhiques pacifistes, il fut confiné derrière ses barrières montagneuses. L'U-Tsang, le Kham et l'Amdo restèrent sous le contrôle politique de Lhassa jusqu'à l'établissement d'un protectorat mandchou sur le Tibet en 1720. Quand le 13e dalaï-lama proclama l'indépendance du Tibet en 1913 après le renversement de la dynastie mandchoue des Qing en 1911, du fait d'un manque de puissance militaire, le gouvernement de Lhassa ne put étendre son autorité que sur l'U-Tsang et le Kham occidental, situation qui resta pratiquement inchangée jusqu'en 1950, en dépit de fréquents accrochages frontaliers.
Laurent Deshayes considère que la Chine n'eut jamais une véritable autorité sur les Tibétains, au milieu du XIXe siècle le Tibet n'était d'ailleurs pas considéré comme intégré à l'empire.
Pour Alex McKay, le Tibet, même en 1913-1914, n'existait pas sous la forme qui était devenue le modèle dominant de l'État indépendant, à savoir le concept européen de l'« État nation ». Surtout, le Tibet, à l'époque moderne, était dépourvu de cet élément essentiel que sont des frontières établies ; de plus, il comportait des zones à la souveraineté ambiguë, des territoires qui étaient sous gouvernement ladakhi ou bhoutanais. Le Tibet des années 1940, selon le témoignage du prisonnier de guerre autrichien Heinrich Harrer, n'avait pas de postes-frontières avec l'Inde.
Selon la tibétologue Fernanda Pirie, bien que sa population ait toujours considéré Lhassa comme la source ultime de toute autorité religieuse, l'Amdo n'a jamais fait partie du Tibet politique des  dalaï-lamas. L'Amdo fut dominé par les forces mongoles du milieu du XIIIe siècle au début du XVIIIe siècle, où la dynastie Qing mandchoue vint au pouvoir et fit de Xining, ville au nord de l'Amdo (à présent capitale de la province de Qinghai), le siège administratif de cette zone.
À la suite d'un voyage entre 1921 et 1924 en Amdo, Alexandra David-Néel affirma que cette région était considérée comme une province tibétaine gouvernée par des chefs locaux, non soumis au gouvernement du dalaï-lama, et qu'elle était vaguement contrôlée par la Chine percevant quelques impôts et n'intervenant que rarement dans les affaires de la population. 
En 1962, dans la revue Politique étrangère, H.-J. de Dianous définit le Tibet comme comprenant trois régions : 
- celle de Tchamdo (Qamdo) à l'Est ;
- le Tibet central ou antérieur dit Tsien Tsang ;
- le Tibet ultérieur à l'ouest dit Heou Tsang (Ü-Tsang) ;

la région de Tchamdo étant distincte des Tibet antérieur et ultérieur proprement dits.
Selon Melvyn C. Goldstein, le gouvernement tibétain ayant perdu le contrôle de la majeure partie du Kham et de l'Amdo au milieu du XVIIIe siècle au profit des empereurs mandchous, l'historiographie tibétaine en Occident a pris l'habitude de distinguer le « Tibet politique », c'est-à-dire le territoire resté sous la houlette de Lhassa jusqu'en 1950 (l'État du dalaï-lama), des autres régions habitées par des Tibétains. Ainsi, le diplomate et historien britannique Hugh Richardson, à la suite des travaux de Sir Charles Bell, différenciait le « Tibet politique » du « Tibet ethnographique » des anciennes provinces du Kham et de l'Amdo . 
Selon le professeur Grunfeld, historien de l'Asie orientale, le gouvernement tibétain a lui-même fait litière de la notion du Tibet comme étant l'ensemble des régions de peuplement tibétain. Il cite à ce propos l'avis du tibétologue Melvyn C. Goldstein : dans son appel aux Nations unies du 7 novembre 1950, le gouvernement tibétain déclarait que les troupes chinoises venaient de traverser le haut Yangtsé, « qui marque depuis longtemps la frontière du territoire tibétain » : cette frontière n'est autre que la frontière de ce qui est aujourd'hui la région autonome du Tibet, laquelle se trouve à des centaines de km en deçà de la frontière ethnique revendiquée par le dalaï-lama .
Pour Melvyn C. Goldstein, cette séparation politique entre Tibétains de l'entité du dalaï-lama et ceux du Tibet ethnographique était compensée en partie par la religion. Les Tibétains du Tibet ethnographique allaient en pèlerinage à Lhassa et dans les autres sites sacrés du Tibet politique tandis qu'un flot ininterrompu de moines des territoires limitrophes venaient étudier dans les grands centres monastiques du Tibet central. Nombre de grands érudits et abbés des monastères du Tibet politique étaient issus en fait du Tibet ethnographique – le Kham et l'Amdo. La religion était dans une certaine mesure un facteur d'unification non seulement entre les Tibétains du Tibet politique et les Tibétains du Tibet ethnographique mais aussi entre ceux vivant dans des États indigènes séparés à l'intérieur du Tibet ethnographique.
Anne-Marie Blondeau évoque la distinction faite par Melvyn Goldstein, entre « Tibet Politique » qui équivaudrait à la région autonome du Tibet, et « Tibet ethnographique », qui serait ceux que d'autres appellent « Tibet Historique » :
« Ces définitions, pour commodes qu'elles soient nous semblent réductrices et dangereuses pour un éventuel règlement de la question tibétaine. Elles veulent nettement séparer le problème de la RAT de celui des provinces orientales incorporées dans les provinces chinoises ». Jean-Paul Mari précise que le Tibet a été divisé en 5 parties, la région autonome constituant environ un tiers du pays.[Information douteuse]

## Tibet culturel

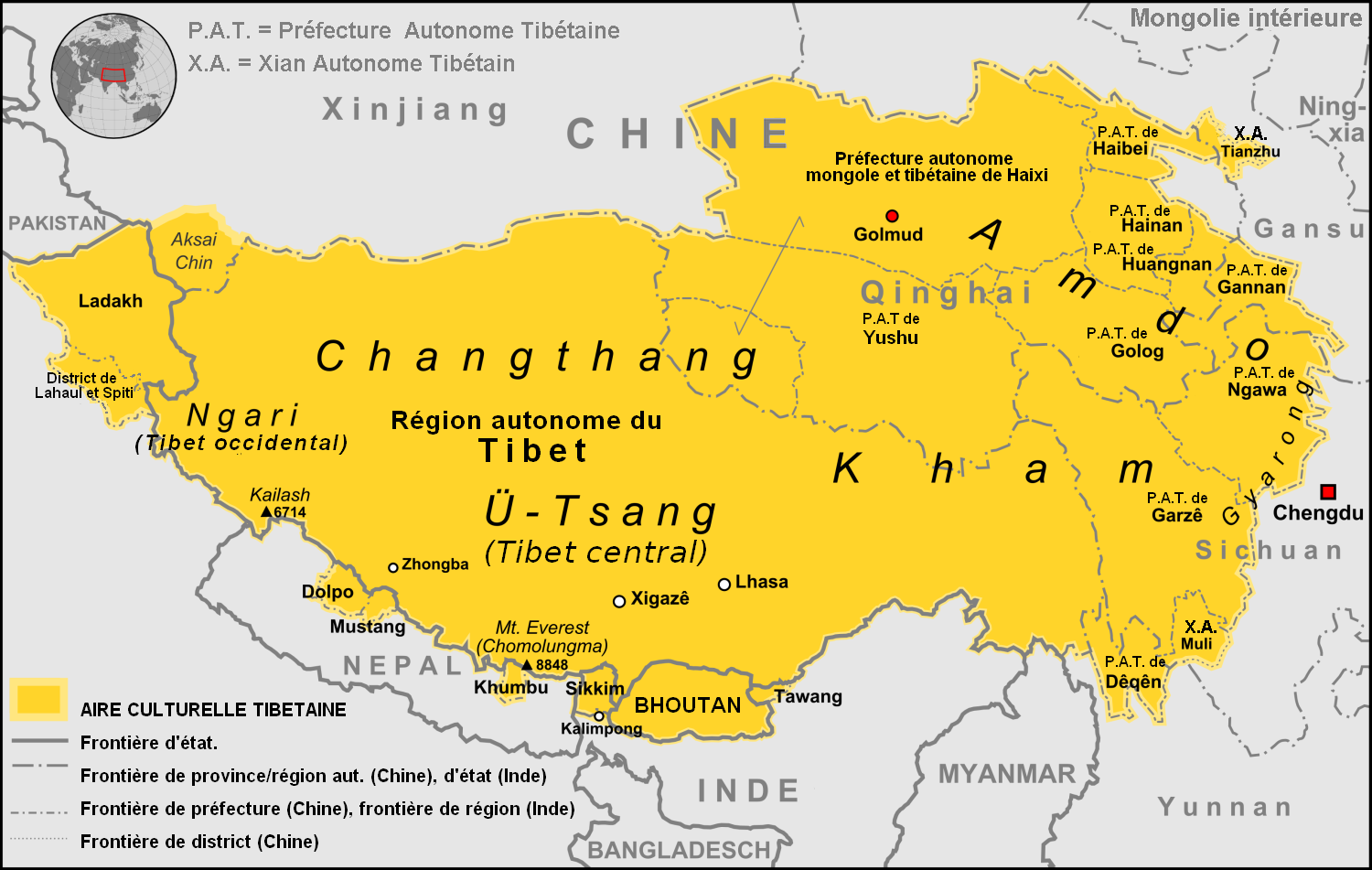
Le Tibet culturel

Le concept de Tibet culturel a une acception plus ou moins étendue, englobant soit uniquement les régions officiellement tibétaines en Chine, soit ces dernières augmentées de celles existant dans les pays limitrophes du Tibet. Ainsi, pour le tibétologue Andrew Martin Fischer, la région autonome du Tibet, jointe aux autres zones tibétaines autonomes (préfectures et comtés) incluses dans d'autres provinces chinoises, forment ce qu'on appelle le Tibet culturel ou Grand Tibet. Par contre, pour Annika Antoinetta Lundkvist, auteur d'une thèse sur le bouddhisme vajrayana dans l'état de New York aux États-Unis, le Tibet culturel englobe également les populations tibétaines présentes non seulement en Chine occidentale, mais aussi au Bhoutan, en Inde, au Pakistan, au Népal, et au Sikkim.

## Tibet ethnique ou ethnologique
Le Tibet ethnique ou ethnologique dépasse les frontières naturelles. Il représente toutes les régions qui furent autrefois habitées uniquement ou majoritairement par des gens d’origine tibétaine. Il s’agit du Tibet géographique plus le Bhoutan, les régions orientales et occidentales du Népal, les régions, actuellement indiennes, du Ladakh, de Spiti et de Kinnaur, faisant partie de l’Arunachal Pradesh et du Sikkim

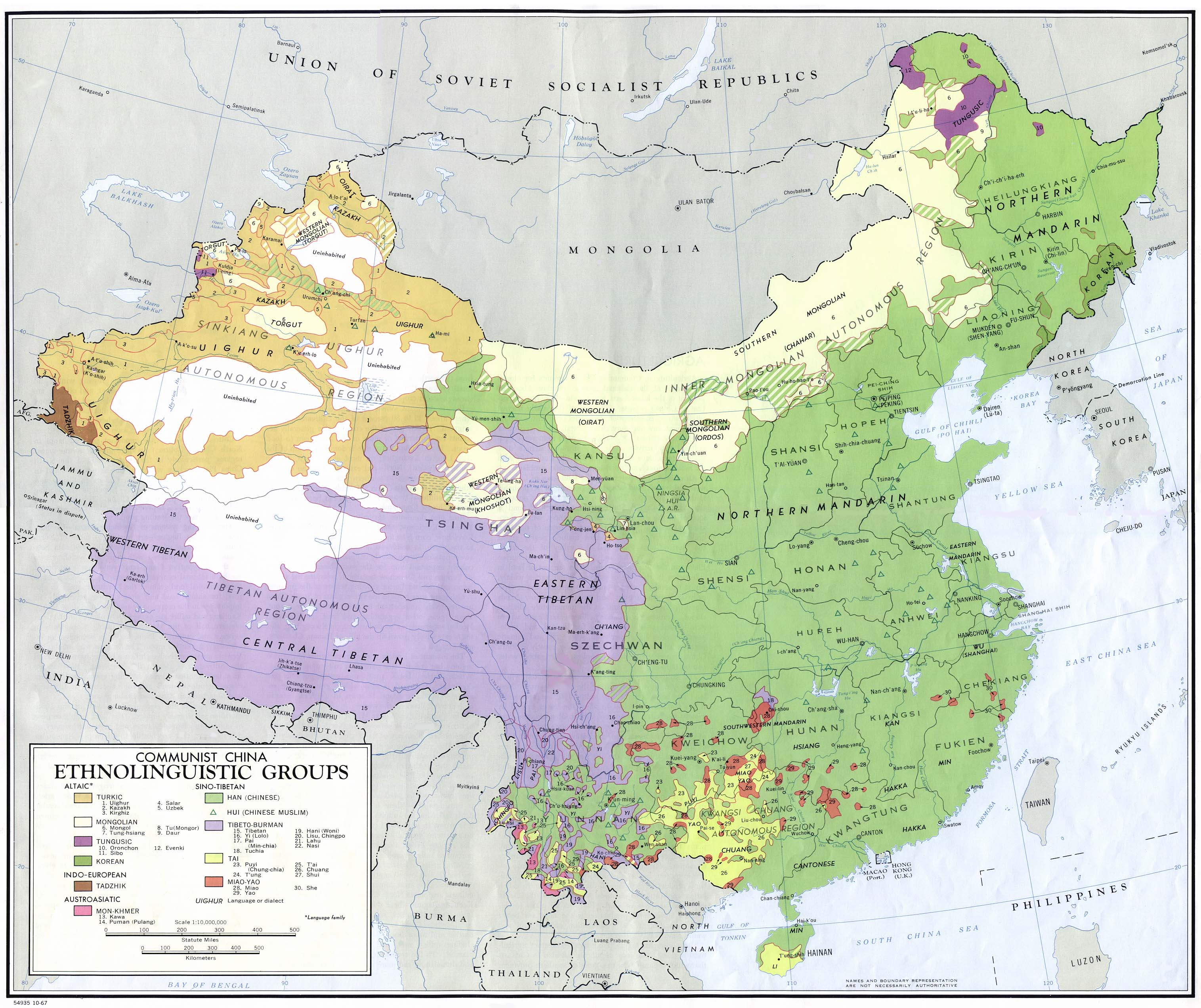
Groupes ethno-linguistiques de la Chine communiste (carte du Bureau de renseignement géographique de la CIA, 1967). En violet, les langues tibéto-birmanes.

,.

## Tibet historique
Selon certains auteurs, la notion de « Tibet historique » renvoie aux VIIe et VIIIe siècles, lorsque l'empire tibétain, dans son âge d'or, s'étendait sur une bonne partie de l'Asie y compris certaines parties de la Chine. Les limites de ce territoire ont été fixées par le traité de paix signé entre le Tibet et la Chine en 783 sous le roi tibétain Trisong Detsen (742-797 ?).
Divers auteurs utilisent l'expression de « Tibet historique » pour désigner l'ensemble formé par la Région autonome du Tibet, le Kham et l’Amdo[source insuffisante],[source insuffisante],[source insuffisante],[source insuffisante],[source insuffisante],[source insuffisante],. 
Cette expression de « Tibet historique », appliquée à l'ensemble de la région autonome du Tibet et aux préfectures et comtés tibétains, est également reprise par des associations pro-tibétaines comme Free Tibet Campaign (« Le Tibet historique était un vaste pays dont la superficie était en gros égale à l'Europe de l'Ouest ») et le Comité Canada Tibet.

## Grand Tibet
On trouve mention de l'appellation « grand Tibet » dans l’encyclopédie de Diderot et d'Alembert, éditée de 1751 à 1772. Par opposition au « petit Tibet » ou Baltistan (aujourd'hui partie du Pakistan) à l'ouest, le « grand Tibet » ou Boutan à l'est inclut le Ladakh où réside le roi et Lhassa ou vit le grand pontife tibétain que l'on qu'on nomme dalaï-lama (aujourd'hui partie de la Chine, de l'Inde et du Bhoutan).
Selon Elisabeth Martens, de nos jours, si le terme n'est pas utilisé par le gouvernement tibétain en exil et les mouvements pour l'indépendance, il l'est cependant par divers tibétologues occidentaux et par le gouvernement chinois. 
Lors d'interviews en 2008 et en 2010, le dalaï-lama, répondant à une question, a précisé que l'appellation de « Grand Tibet » est utilisée par le gouvernement chinois, mais que les autorités tibétaines en exil ne l’utilisent jamais 
,,.
Le tibétologue américain Melvyn C. Goldstein emploie l'expression « Grand Tibet » (Greater Tibet) dans son livre The Snow Lion and the Dragon. Selon lui, le gouvernement en exil s'est fermement engagé à re-créer le Grand Tibet, englobant dans une seule unité administrative le Tibet politique et le Tibet ethnographique, en raison du grand nombre de réfugiés issus du Tibet ethnographique et pour éviter le risque d'une scission dans la communauté des exilés.  
Le sénateur Louis de Broissia qualifie de « Grand Tibet » le « Tibet des trois provinces » : « Le territoire revendiqué par le gouvernement tibétain en exil depuis 1959 correspond au Pö Chölka Sum, c’est-à-dire au « Tibet des trois provinces » : Ü-Tsang, Kham et Amdo. Ce Grand Tibet a une superficie d’environ 3,8 millions de km2, soit sept fois la France. Il représente donc près de 40 % de la superficie de la Chine dans ses frontières actuelles (9,6 millions de km2) » 
.
Stephanie Roemer, auteur d'un livre sur le gouvernement tibétain en exil, emploie cette désignation : « Selon la Charte des Tibétains en exil, un Tibétain est toute personne née à l'intérieur des frontières du Grand Tibet » 
. 
L'expression « Grand Tibet » est cependant absente de la Charte. Son article 8 stipule que « Tous les Tibétains nés dans le territoire du Tibet et ceux nés dans les autres pays seront éligibles pour être des citoyens du Tibet »
.

## Tibet intérieur et Tibet extérieur

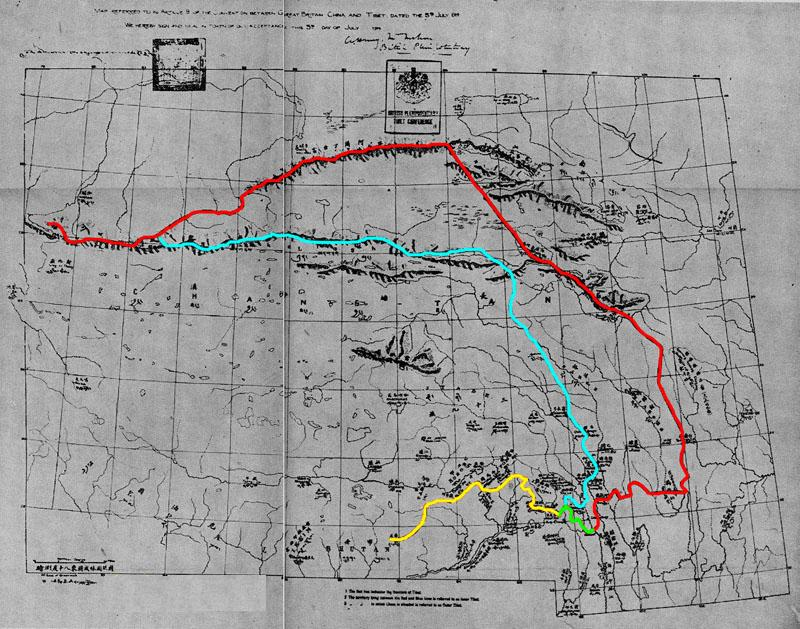
Convention de Simla, traité signé en 1914, carte figurant les frontières du Tibet « intérieur » et « extérieur » : « cette carte ne contient ni latitude ni longitude, c'était simplement une ligne au trait appuyé, grossièrement tracée en guise de frontière et portant les signatures de McMahon et de Xarta » (Yang Gongsu).

La division du Tibet en « Tibet intérieur » et « Tibet extérieur » a été proposée par les Britanniques à la convention de Simla en 1914. Au nord de la ligne McMahon définissant la frontière entre l’Inde britannique et le Tibet, l’accord prévoyait que 
- le « Tibet extérieur », c’est-à-dire le territoire qui était sous l’autorité spirituelle et l’administration directe du dalaï-lama, le restait
- le « Tibet intérieur », c’est-à-dire les régions tibétaines limitrophes de la Chine qui étaient non pas sous l’autorité du dalaï-lama mais sous celle d’abbés locaux, de seigneurs de la guerre mongols ou musulmans[75], étaient administrées par la Chine tout en restant sous l’autorité spirituelle du dalaï-lama.

Les deux Tibet étaient considérés comme étant sous la « suzeraineté » (c’est-à-dire l’autorité limitée) de la Chine et non la pleine souveraineté. L’accord initial fut invalidé par le rejet, de la part du gouvernement chinois, du paraphe de son délégué sur le texte de l’accord. 
Cependant, l'accord a été reconnu le 3 juillet 1914 par les Britanniques et le Gouvernement tibétain malgré le retrait du plénipotentiaire chinois. Les plénipotentiaires britannique et tibétain ont rédigé une note déniant à la Chine, si elle ne consentait pas à signer, tous privilèges liés à l'Accord et l'ont scellé comme un accord bilatéral le même jour,. L'accord a défini les territoires du Tibet extérieur et intérieur.
Quelques années plus tard, les Tibétains revendiquant le Tibet extérieur et intérieur marchèrent sur Chamdo qu’ils prirent en 1918. Un armistice fut signé. Un traité définissant des frontières provisoires entre la Chine et le Tibet fut signé le 19 août 1918.
Un article publié le 11 septembre 1954 par le quotidien communiste Hong Kong Ta Kung Pao, affirme qu'à la mort de Tsong-khapa, le panchen lama était le dirigeant du Tibet extérieur, alors que le dalaï-lama était celui du Tibet intérieur. Publié alors que le dalaï-lama était en visite à Pékin, l'article a été qualifié de réécriture de l'histoire du bouddhisme tibétain,.
En 2008, le gouvernement britannique a officiellement renoncé à l'anachronisme de la suzeraineté et reconnu la souveraineté chinoise sur le Tibet. Le tibétologue Robert Barnett est d'avis que cette décision a des implications plus vastes. La revendication de l'Inde sur une partie de ses territoires du nord-est par exemple, repose largement sur la Convention de Simla qui délimite la frontière entre l'Inde et le Tibet (la ligne McMahon), convention que les Britanniques viennent apparemment de jeter aux orties.

## Tibet britannique
Au temps de l'Inde britannique, on désignait, sous l'appellation de British Tibet (en français « Tibet britannique ») la région du Lahul dans ce qui est aujourd'hui l'état indien d'Himachal Pradesh,.

### Note
1. ↑  Les anciennes provinces tibétaines de l'U-Tsang, l'Amdo et le Kham se retrouvent dans les  subdivisions administratives autonomes tibétaines de la République populaire de Chine, à savoir : La région autonome du Tibet ou région autonome du Xizang dont le chef-lieu est Lhassa, ancienne capitale du Tibet. Les cinq préfectures tibétaines, la préfecture autonome tibétaine de Golog, la préfecture autonome tibétaine de Haibei, la préfecture autonome tibétaine de Hainan, la préfecture autonome tibétaine de Huangnan et la préfecture autonome tibétaine de Yushu et une préfecture autonome mongole et tibétaine, la préfecture autonome mongole et tibétaine de Haixi dans la province du Qinghai. La préfecture autonome tibétaine de Gannan et un comté le Xian autonome tibétain de Tianzhu dans la province du Gansu. Les deux préfectures autonomes, la préfecture autonome tibétaine de Garzê et la préfecture autonome tibétaine et qiang d'Aba et un comté autonome le Xian autonome tibétain de Muli dans la province du Sichuan. Et enfin la préfecture autonome tibétaine de Dêqên dans la province du Yunnan.